# Habib Ali Kiddie
Habib Ali Kiddie (Delhi, 7 dicembre 1929 – 1987) è stato un hockeista su prato pakistano. Ha rappresentato il Pakistan ai Giochi olimpici di Melbourne 1956, giungendo quarto, di Melbourne 1956, vincendo la medaglia d'argento, e a quelli di Roma 1960, vincendo la medaglia d'oro.

## Palmarès
- Giochi olimpici

Melbourne 1956: argento
Roma 1960: oro
- Giochi asiatici

Giacarta 1962: oro